# L'Avion
L'Avion of Elysair was een Franse luchtvaartmaatschappij, gevestigd in Parijs. De maatschappij vloog tussen Parijs-Orly en Newark Liberty International Airport. De eerste vlucht werd gemaakt op 3 januari 2007.
L'Avion gebruikte een ex-Condor Airlines Boeing 757-200, geregistreerd als F-HAVN. Het toestel telde 90 stoelen en bood alleen Business Class. L'Avion was van plan om ook vanaf de luchthaven Charles de Gaulle te vliegen. L'Avion begon als Elysair, maar veranderde de naam in het najaar van 2006.
Op 2 juli 2008 kocht British Airways L'Avion for £54 miljoen. Daarna werd L'Avion op 4 april 2009 geïntegreerd in OpenSkies.

## Bestemmingen
L'Avion voerde lijnvluchten uit naar: (juli 2007)
- Parijs, New York.

## Vloot
De vloot van L'Avion bestond uit: (september 2007)
- 1 Boeing B757-200